# 오르샤 전투
오르샤 전투는 1514년 9월 8일, 총사령관(헤트만(Hetman)콘스탄티 오스트로그스키(Konstanty Ostrogski) 휘하의 리투아니아 대공국(Grand Duchy of Lithuania)과 폴란드 왕국(Kingdom of Poland)군이 코뉴시(конюший, "차르의 무관"(Tsar's Equerry) 이반 첼랴드닌(Ivan Chelyadnin Иван Челяднин)과 크니아츠(Kniaz;공작) 미하일 코리츠사(Mikhail Golitsa Михаил Голицын)휘하의 모스크바 대공국(Grand Duchy of Moscow)군을 물리친 전투이다. 오르샤 전투는 구 리투아니아 령을 모조리 장악하려는 러시아의 지배자들이 일으킨 러시아-리투아니아 전쟁 중에 벌어진 오랜 싸움 중에 한 부분이었다.
훨씬 적은 수의 리투아니아 대공국과 폴란드 연합군이 모스크바군을 격파하였으며, 그들의 진영을 점거하고, 사령관을 포로로 잡았다.

## 전투 전야
1512년 말, 모스크바 대공국은 오늘날 벨라루스와 우크라이나에 해당되는 루테니아(Ruthenian)의 영토를 장악하기 위해 리투아니아 대공국에게 새로운 전쟁을 걸어왔다. 튜튼 기사단장 알브레히트 1세 호엔촐레른 폰 브란덴부르그-아나스바흐(Albrecht I Hohenzollern von Brandenburg-Ansbach, Grand Master of the Teutonic Order)는 반기를 들고 지기스문트 1세(Sigismund I the Old)에게 봉신의 의무를 다하길 거절했다. 알브레히트는 신성로마제국 황제 막시말리안 1세(Maximilian I, Holy Roman Emperor)의 지원을 받고 있었다.
스몰렌스크(Smolensk) 요새는 대공국의 동쪽 끝에 위치한 요새였으며, 동쪽으로부터 대공국을 보호하는 가장 중요한 방어지점의 하나였다. 이 요새는 모스크바군의 공격을 여러 번 격퇴하였으나, 1514년 7월, 모스크바군은 45,000명의 병력과 300문의 대포를 이끌고 요새를 공격했고, 마침내 요새를 함락시켰다.(일부 역사가들은 모스크바군의 군대규모가 과장되었다고 주장한다. : 아래 논쟁 자료를 볼 것.)
초전의 승리에 고무된 모스크바 대공 바실리 3세(Vasili III)는 그의 병력들을 벨로루시로 집결시켜 크리체프(Krichev), 므스티슬라블(Mstislavl), 그리고 두브로브노(Dubrovno)와 같은 도시들을 공략할 것을 명했다.

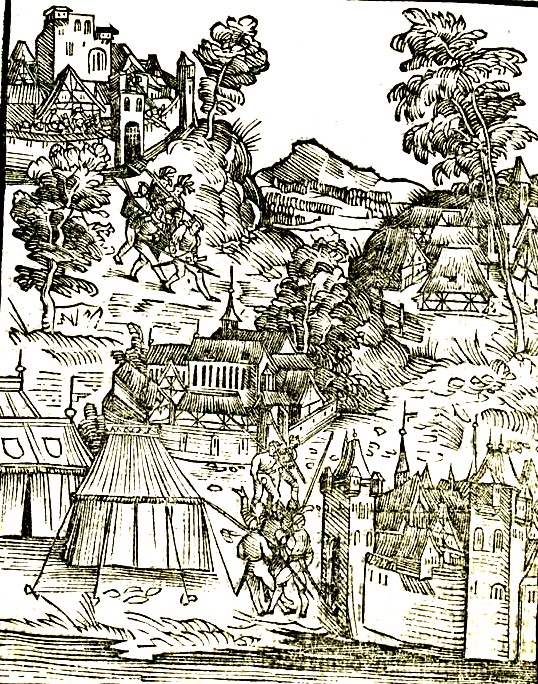
Russo-Polish war, image from Jacob Piso Die Schlacht von dem Kunig von Poln und mit dem Moscowiter, 1514

이러는 동안 폴란드의 왕이자, 리투아니아의 대공 지기스문트 1세는 동방의 적과 상대하기 위해 약 35,000명에 달하는 병력을 모았다. 병사들은 수적으로는 불리하였으나, 대부분 잘 훈련된 기병대로 구성되어 있었다. 콘스탄티 오스트로그스키 휘하의 리투아니아 대공국의 군대와 폴란드 왕국의 군대는 다음과 같이 편성되어 있었다.
- 16,000명의 리투아니아 대공국 기병대,
- 14,000명의 폴란드 기병대(중기병과 경기병 모두 포함)
- 3,000명의 용병대로 구성된 보병부대
- 2,500의 자원병. 대부분 보헤미아에서 왔다.

벨라루스로 진군한 지기스문트 왕은 4,000-5,000명정도의 병력을 이끌고 바리사우(Barysau)를 구원하기 위해 떠났고, 약 30,000명에 달하는 주력군은 모스크바군을 물리치기 위해 움직였다. 8월 말, 몇번의 지엽적 충돌이 베레지나(Berezina), 보브르(Bobr) 그리고 드러트 강(Drut Rivers)을 교차하는 곳에서 벌어졌으나, 모스크바군은 직접적인 결전은 피했다.
사소한 피해를 입으면서도 모스크바군은 크라피브나 강(Krapivna River)가에 있는 오르샤와 드브로브노 사이의 지역을 진군한 다음 진영을 설치했다. 이반 첼랴드닌은 리투아니아-폴란드 연합군이 드네프르(Dnepr)강을 두 개의 다리 중 하나로 건널것이라 확신하고, 그의 병사들을 분산시켜 리투아니아-폴란드 연합군의 도강을 감시하도록 했다. 그러나 오스트로그스키의 군세는 두개의 부교를 이용해 훨씬 북쪽의 지역에서 강을 건넜다. 9월 7일 밤, 모스크바와 최종결전을 벌일 준비가 되었다. 사령관 콘스탄티 오스트로그스키는 16,000명의 리투아니아의 기병대를 중앙에 배치하고, 폴란드 보병대의 거의 대부분과 보조부대를 양익에 배치했다. 보헤미아와 실레지아 보병대는 리투아니아와 폴란드 기병대로 구성된 예비부대의 앞인 전열의 중앙에 배치하였다.

## 전투
1514년 9월 8일, 날이 밝은 지 얼마 지나지 않아 이반 첼랴드닌은 공격명령을 내렸다. 모스크바군은 폴란드 군이 배치된 측면을 공격함으로써 리투아니아-폴란드 연합군을 포위하고자 하였다. 이 협공의 한 축은 첼랴드닌이 직접 지휘하였고, 다른 한 축은 불가코프-고리차 공작(Prince Bulgakov-Golitsa)이 맡았다. 처음 공격이 실패로 끝나자, 모스크바군은 그들의 원래 있던 자리로 물러났다. 첼랴드닌은 여전히 거의 3:1의 수적 우위에 자신을 가지고 있었으며, 이러한 유리함이 그에게 승리를 가져다 줄 것이라 생각했다. 그러나 자신이 지휘를 맡은 모스크바군 측면을 지휘하는 데 몰두하다보니, 그는 다른 부대의 지휘하는 것을 깜빡해버렸고, 예비부대로 대기하고 있던 리투아니아 기병대의 반격에 대하여 반격할 방어태세를 갖추는 데 실패하였다.
리투아니아 경기병대는 너무 늘어진 상태에 있는 모스크바군의 전열 중앙을 공격하여 그들을 분산시키고자 하였다. 중요한 순간 리투아니아의 기병대가 동요하는 듯 하더니 퇴각하기 시작했다. 모스크바군은 그들의 모든 기병 예비부대를 이끌고 추격에 나섰다. 몇 분간 모스크바군의 추격을 뿌리치며 퇴각하던 리투아니아군은 갑자기 방향을 전환하였다. 모스크바 기병대는 숲속에 숨겨져있던 포병대가 자신들을 노리고 있다는 것을 깨달았다. 양측면에서 폴란드군이 나타나 모스크바군을 포위하기 시작했다. 이반 첼랴드닌은 공황상태에 빠진 모스크바군에 퇴각명령을 내렸다. 모스크바군은 리투아니아 대공국의 군대에게 5km 가량을 추격당했다.
모스크바군의 패배는 이반 첼랴드닌과 고리차 공작이 서로의 작전을 조정하는 데 실패했기 때문이었다.
지그문트 폰 헤르베르스테인(Sigismund von Herberstein)은 40,000명의 모스크바군이 전사했다고 기록했다. 폴란드 연대기의 기록에 따르면, 오르샤의 전투에서 30,000명의 모스크바군이 사망하고, 이반 첼랴드닌과 8명의 다른 사령관들을 포함한 3,000명이 포로로 잡혔다고 한다. 리투아니아 대공국과 폴란드 왕국은 모스크바군의 진영을 공격하여 300문의 대포를 획득했다.

## 영향
대패에 분노한 모스크바의 대공 바실리 3세는 "포로따위 다 죽어버리는 것이 더 쓸모가 있다."라고 말했다고 하며 그들을 무시하고, 포로귀환 협정을 맺는 것도 거부했다고 한다. 오르샤 전투는 16세기 유럽에서 가장 규모가 큰 전투였다. 오스트로그스키의 군대는 궤주하는 모스크바군을 계속 추격하여, 믄스티슬라브와 크리체프를 포함하여, 모스크바군에 함락된 도시들을 탈환하였고, 모스크바의 세력 확장은 4년 동안 멈추게 되었다. 그러나 겨울 전에 리투아니아-폴란드 연합군은 너무 지쳐있었기 때문에 스몰렌스크를 공략할 수 없었다. 또 오스트로그스키는 9월 말까지 스몰렌스크를 공략하지 못했기 때문에 바실리 3세에게 방어를 위한 충분한 시간을 주게 되었다.
1514년 11월, 사령관 콘스탄티 오스트로그스키는 의기양양하게 빌니우스(Vilnius)에 입성했다. 승리를 기념하기 위해 두개의 정교회 성당이 건설되었다. 성삼위 성당(Church of the Holy Trinity)과 성 니콜라스 성당(Church of Saint Nicholas)이 그것으로, 이 교회들은 오늘날에도 리투아니아의 정교회 성당 건축의 훌륭한 예로 남아있다.
리투아니아-폴란드 연합군의 승리에 감탄한 신성로마제국 황제 막시말리안 1세는 빈에서 야기에우오 왕가(Jagiellons 당시 폴란드-리투아니아를 다스리던 왕가)와 평화협상을 시작했고, 1515년 7월 22일 평화협상이 체결되고, 리투아니아-폴란드에 적대하는 동맹결성은 멈추게 되었다.
리투아니아 대공국과 모스크바 대공국 사이의 싸움은 1520년까지 계속되었다. 1522년 평화조약이 체결되었으며, 리투아니아 대공국은 모스크바 대공국에게 스몰렌스크를 포함한 리투아니아 영토의 약 4분의 1정도를 양도하였다. 거의 한세기 동안 이 도시들은 모스크바의 것이었으며 1611년에야 탈환하게 된다. 1522년의 평화협정 이후에, 리투아니아 대공국은 한 차례 모스크바에 대한 공격을 감행하나, 약 40년 동안 중요한 군사적 교전은 일어나지 않는다.

## 논쟁 자료
엄청난 대패로 인해, 오르샤 전투에 관한 정보는 러시아의 연대기에서 제대로 나와있지 않다. 심지어 세르게이 솔로비오프(Sergey Solovyov)와 같은 러시아 제국의 뛰어난 역사가들도 러시아 외의 나라들의 사료에 의존하였다. 반면에 폴란드의 지기스문트 1세는 그의 승리로 인하여, 가능한 한 만은 정치적 이득을 얻으려 하였다. 따라서 각 군대의 규모, 사상자나 포로의 숫자들의 규모는 근대 역사가들에게 의심을 사게 되었다.
승리 직후에 폴란드-리투아니아는 베드로사 전투(Battle of Vedrosha) 후에 많은 영토를 상실하여, 심각할 정도로 땅에 떨어진 폴란드-리투아니아의 위신을 드높일 요량으로 유럽에 정치적 선전공작을 펼치기 시작했다. 이 전투를 기록한 찬양문이 로마에 보내졌다. "모스크바인들은 크리스쳔이 아니고, 미개하고 야만적이며, 그들은 유럽인이 아니고 아시아 인입니다. 그들은 기독교 세계를 파괴하기 위해 투르크 족, 몽골 족과 동맹을 맺었습니다." 유명한 반 투르크적인 히스테리에 편승하길 바라는 헝가리인 현장증인은. "반 모스크바의 세대가 도래했다."라고 하며 로마 가톨릭교회 신앙을 믿는 모스크바인들은 잔인하고 포악한 정교회 군주에 의해 고통받고 있다고 주장하였다.
특히, 모스크바군의 군대(80,000)은 지나치게 과장된 것으로 보인다. 심지어 그의 아버지 때보다 더 넓은 영토를 소유한 이반 뇌왕(Ivan the Terrible)대에도 40,000명 이상의 병력을 끌어모을 수 없었는데, 그나마도 20%는 새로 편입된 몽골과 핀인을 포함한 수치였다. 따라서 30,000명이라는 사상자 수도 의심스럽다.
과장의 직접적인 증거는 지기스문트 왕이 교황 레오 10세(Leo X)와 다른 유럽의 군주들에게 자신의 군세가 30,000명의 모스크바인을 죽이고, 46명의 사령관과 1,600명의 귀족들을 포로로 잡았다고 보낸 편지일 것이다. 현존하는 폴란드와 리투아니아의 문서를 보면, 포로로 잡힌 귀족들의 이름은 겨우 611명이 전부이다.

## 현대의 평가
이 전투는 벨라루스의 민족주의자들에 의해 벨라루스의 국가적 부활의 상징으로 여겨지게 되었다. 그러나 벨라루스 당국에 의해 이러한 중요성은 무시되었다. 2005년 9월 벨라루스 대통령 알렉산드르 루카셴코(Alexander Lukashenko)의 명령에 의해 이 전투의 491주년을 기념했던 벨라루스 국가 전선(Belarusian National Front)의 멤버 4명이 거의 400만 루블(대략 1500유로)에 달하는 벌금형에 처해졌다.